# Prumna specialis
Prumna specialis är en insektsart som först beskrevs av Leo L. Mishchenko 1951.  Prumna specialis ingår i släktet Prumna och familjen gräshoppor. Inga underarter finns listade i Catalogue of Life.